# Kramsk (gmina)
Kramsk [kramsk] est une commune rurale de la Voïvodie de Grande-Pologne et du powiat de Konin. Elle compte 10 133 habitants en 2006.

## Géographie
| - Plan de la gmina. - Position de la gmina sur la carte du powiat. |